# Кам'яниця Гепнерівська
Кам'яниця Гепнерівська — будинок № 28 площі Ринок у Львові.

## Історія
49°50′30″ пн. ш. 24°01′49″ сх. д. / 49.841559° пн. ш. 24.030235° сх. д.
Бургомістр Львова Станіслав Дибович (Дибовецький) (?—1618) — доктор медицини Болонського університету, надвірний лікар короля Сигізмунда III Вази, був власником будинку № 28 на Площі Ринок.
Будинок споруджений на початку XVII століття львівським райцею, доктором медицини Павлом Гепнером, який оселився в ньому 1610 року. До нас будинок, дійшов у майже незміненому вигляді, лише 1765 року додали контрфорси. На фасаді вирізьблені латинські вислови моралізаторського змісту. У будинку, що стояв на цьому місці раніше, провів ніч перед стратою Іван Підкова, один із керівників запорізького козацтва, молдавський господар, національний герой українського та молдавського народів.

## Архітектура
Житловий будинок, XV — середина XVII століття. Цегляний, триповерховий, збереглися трьохмастне асиметричне внутрішнє планування, готичні контрфорси та склепіння в сінях, портал в інтер'єрі обрамлення вікон другого поверху мають ренесансний характер. Гладкий потинькований фасад прикрашають портал і обрамлення вікон, що складаються з канелюрованних іонічних колон і трикутних фронтонів, картушів, левових масок, головок путті. Будинок є яскравим зразком середньовічної архітектури.
Уся будівля над вікнами «всипана» латинськими прислів'ями — вони натякають на фах власника: «Quis dives? Qui nil cupiat quis pauper? Avarus» («Хто ж багач? Хто не має жадань. А хто вбогий? Захланний». Фраза з твору пізньолатинського поета Авзонія), «Nunquam discrepat utile a decoro» («Ніколи не дисонує корисне з красивим». Фраза з твору Авзонія), «Deus meus et omnia» («Ти мій Бог і моє все». Гасло францисканців), «Ubi charitas ibi Deus» («Де милосердя, там Бог». Перегукується з першим посланням Івана Богослова), «Ubi uber ibi tuber» («Вщерть добра є — випирає». Латинське прислів'я), «Ubi opes ibi amici» («Де багатство, там і друзі». Овідій), «Probus invidet nemini» («Добрий не заздрить нікому». «Тімей» Цицерона), «Domat omnia virtus» («Чеснота долає все»), «Virtutis praemium honor» («Нагорода за доброчесність — шана». «Нікомахова естетика» Арістотеля), «Sola triumfat virtus» («Лише доброчесність тріумфує»), «Imis alta» («Низьким висока»). Декілька аналогічних фраз також можна побачити і на фасаді іншої будівлі — № 23 (Кам'яниця Шольц-Вольфовичів).